# Lowell (Indiana)
Lowell is een plaats (town) in de Amerikaanse staat Indiana, en valt bestuurlijk gezien onder Lake County.

## Demografie
Bij de volkstelling in 2000 werd het aantal inwoners vastgesteld op 7505.
In 2006 is het aantal inwoners door het United States Census Bureau geschat op 8221, een stijging van 716 (9.5%).

## Geografie
Volgens het United States Census Bureau beslaat de plaats een oppervlakte van
10,8 km², waarvan 10,6 km² land en 0,2 km² water. Lowell ligt op ongeveer 217 m boven zeeniveau.

## Plaatsen in de nabije omgeving
De onderstaande figuur toont nabijgelegen plaatsen in een straal van 20 km rond Lowell.